# 2008 في إيطاليا
فيما يلي قوائم الأحداث التي وقعت خلال عام 2008 في إيطاليا.

## أحداث
- 1 يناير – الانتخابات العامة الإيطالية 2008

## سياسة

### تعيين في المنصب
- 17 يناير – رومانو برودي وزير العدل.
- 22 أبريل – ماتيو سالفيني عضو مجلس النواب في الجمهورية الإيطالية.
- 23 أبريل – أومبيرتو فيرونيسي عضو مجلس الشيوخ الإيطالي.
- 29 أبريل – باولا بينيتي عضو مجلس النواب في الجمهورية الإيطالية.
- 29 أبريل – باولو جينتيلوني عضو مجلس النواب في الجمهورية الإيطالية.
- 29 أبريل – روبرتا بينوتي عضو مجلس الشيوخ الإيطالي.
- 7 مايو – سيلفيو برلسكوني رئيس وزراء إيطاليا.

### انتهاء فترة المنصب
- 6 فبراير – رومانو برودي وزير العدل،رئيس وزراء إيطاليا.
- 13 فبراير – والتر فيلتروني mayor of Rome ‏.
- 28 أبريل – باولا بينيتي عضو مجلس الشيوخ الإيطالي.
- 28 أبريل – باولو جينتيلوني عضو مجلس النواب في الجمهورية الإيطالية،Italian Minister of Communications ‏.
- 28 أبريل – روبرتا بينوتي عضو مجلس النواب في الجمهورية الإيطالية.
- 28 أبريل – سيرجيو ماتاريلا عضو مجلس النواب في الجمهورية الإيطالية.
- 8 مايو – إنريكو ليتا Undersecretary to the Presidency of the Council  [لغات أخرى]‏.
- 8 مايو – جوليانو أماتو وزير الداخلية الإيطالي ‏.

## رياضة
- 1 يناير – طواف إيطاليا 2008
- 1 يناير – ميلان-سان ريمو 2008 الفائزون فيليب جيلبير، فيليبو بوزاتو، فابيان كانسيليرا.

## أفلام
من الأفلام التي صدرت هذه السنة في إيطاليا:
- 1 يناير – الدوقة من إخراج Saul Dibb [الإنجليزية]‏.
- 1 يناير – ذا سكوربيان كينغ 2: رايز أوف أواريور من إخراج راسل مولكاهي.

## برامج ومسلسلات وأنمي
- رومانزو كريمينالي - المسلسل

## وفيات

### يناير
- 21 يناير – لورينزو بيتيني (مواليد 1931) لاعب كرة قدم إيطالي.

### فبراير
- 10 فبراير – إميليو ميندوجني (مواليد 1932) متسابق دراجات نارية إيطالي.

### مارس
- 7 مارس – ليوناردو كوستاليولا (مواليد 1921) لاعب ومدرب كرة قدم إيطالي.

### أبريل
- 12 أبريل – دويليو أغوستيني (مواليد 1926) متسابق دراجات نارية إيطالي.

### يوليو
- 7 يوليو – جيوفاني فيولا (مواليد 1926) لاعب كرة قدم إيطالي.

### أغسطس
- 17 أغسطس – فرانكو سينسي (مواليد 1926)

### سبتمبر
- 25 سبتمبر – فرانكو بساني (مواليد 1929) فيزيائي إيطالي.

### أكتوبر
- 25 أكتوبر – فيديريكو لوزي (مواليد 1980) لاعب كرة مضرب إيطالي.